# 南非洲足球協會議會
南非洲足球協會議會（英語：Council of Southern Africa Football Associations，簡稱COSAFA）是一個南非洲的地區足球管理組織，附屬於非洲足球協會。

## 成員
- 安哥拉 - 1997年；
- - 1997年；
- - 2007年1；
- 賴索托 - 1997年；
- 马达加斯加 - 2000年；
- 马拉维 - 1997年；
- 模里西斯 - 2000年；
- 莫桑比克 - 1997年；
- 纳米比亚 - 1997年；
- 南非 - 1997年；
- 塞舌尔 - 2000年；
- - 1997年；
- 尚比亞 - 1997年；
- 辛巴威 - 1997年；

1^  - 於2007年12月1日加入。

## 競賽
- COSAFA高級挑戰盃（COSAFA Senior Challenge Cup）；
- COSAFA20歲以下挑戰盃（COSAFA U-20 Challenge Cup）；
- COSAFA17歲以下挑戰盃（COSAFA U-17 Challenge Cup）；

## 外部連結
- COSAFA Official Website